# Pilot (Californication)
«Pilot» — пилотный эпизод сериала канала Showtime «Californication». Сценарий написал Том Капинос, режиссёром стал Стивен Хопкинс, а премьера состоялась в Северной Америке 13 августа 2007 года, хотя он был выпущен для подписчиков Netflix 24 июля 2007 года.

## Сюжет
Хэнк Муди (Дэвид Духовны) — мужчина, который в свои сорок борется с кризисом среднего возраста. Он всё ещё влюблён в свою бывшую подружку, Карен, которая скоро выйдет за своего жениха, Билла Льюиса. Карен и Хэнк разделяют опеку над их 12-летней дочерью Беккой. Эпизод начинается с того, что Хэнк в церкви занимается оральным сексом с монашкой, но вскоре выяснилось, что это был сон, который воплощал образ жизни Хэнка; он получал минет во время случайного секса. После написания книги под названием «Бог ненавидит нас всех» и получив награды и признание критиков, Хэнк начинает бороться с творческим кризисом, тем, что пытается написать новую книгу. Он зол из-за того, что по его книге сняли фильм под названием «Эта сумасшедшая штука под названием любовь» с Томом Крузом и Кэти Холмс в главных ролях. Хэнк занимается сексом с девушкой, которую он встретил в книжном магазине; во время секса, она несколько раз бьёт его, оставив ему синяк под глазом. Она оказывается Мией Льюис, 16-летней дочерью Билла Льюиса. Хэнку и Карен приходится объединиться, чтобы забрать их дочь Бекку с дикой вечеринки.

## Музыка
- Peeping Tom - "Mojo"
- The Rolling Stones - "You Can't Always Get What You Want"
- My Morning Jacket - "Rocket Man"